# Gouvernement Marape I
O'Neill Marape II
Le premier gouvernement Marape est le gouvernement de Papouasie-Nouvelle-Guinée formé le 7 juin 2019 et mené par le Premier ministre James Marape. À l'issue des élections législatives de 2022, c'est le second gouvernement Marape qui est nommé, le 11 août 2022.

## Formation
Sous pression après des défections de ministres et de députés, le Premier ministre Peter O'Neill annonce sa démission le 29 mai 2019. L'opposition, désormais majoritaire au Parlement grâce à ces défections, choisit James Marape comme candidat pour prendre la direction du gouvernement, et il est élu Premier ministre le 30 mai, avec les voix de cent-un députés contre huit pour Sir Mekere Morauta. Il prête serment auprès du gouverneur général Sir Bob Dadae le jour-même.

## Composition

### Composition initiale
Le premier gouvernement Marape est formé le 7 juin et composé des ministres suivants, :
| Nom | Nom                 | Nom | Fonctions                                                                                       | Parti                            | Circonscription |
| --- | ------------------- | --- | ----------------------------------------------------------------------------------------------- | -------------------------------- | --------------- |
|     | James Marape        |     | Premier ministre, Ministre des Sports                                                           | Pangu Pati                       |                 |
|     | Davis Steven        |     | Vice-Premier ministre, Ministre de la Justice, Procureur général                                | sans étiquette                   |                 |
|     | Soroi Eoe           |     | Ministre des Affaires étrangères et du Commerce extérieur                                       | Congrès national populaire       |                 |
|     | Charles Abel        |     | Ministre des Finances, Ministre du Développement rural                                          | Parti pour notre développement   |                 |
|     | Joseph Yopyyopy     |     | Ministre de l'Éducation                                                                         | Parti de l'alliance mélanésienne |                 |
|     | Lekwa Gure          |     | Ministre de l'Aviation civile                                                                   | Parti de l'alliance mélanésienne |                 |
|     | Wera Mori           |     | Ministre du Commerce et des Industries                                                          | sans étiquette                   |                 |
|     | Rainbo Paita        |     | Ministre des Communications, Ministre de l'Énergie                                              | Pangu Pati                       |                 |
|     | Wake Goi            |     | Ministre du Développement des communautés locales, Ministre de la Jeunesse, Ministre des Cultes | Congrès national populaire       |                 |
|     | Chris Nangoi        |     | Ministre des Services pénitenciers                                                              | Parti de l'alliance mélanésienne |                 |
|     | Saki Soloma         |     | Ministre de la Défense                                                                          | sans étiquette                   |                 |
|     | Jeffery Kama        |     | Ministre de l'Environnement et du Réchauffement climatique                                      | TPR                              |                 |
|     | Lino Tom            |     | Ministre des Pêcheries et des Ressources maritimes                                              | Pangu Pati                       |                 |
|     | Sir Puka Temu       |     | Ministre pour Bougainville                                                                      | Parti pour notre développement   |                 |
|     | Elias Kapavore (en) |     | Ministre de la Santé et de la Lutte contre le SIDA                                              | Congrès national populaire       |                 |
|     | Nick Kuman          |     | Ministre de l'Enseignement supérieur et de la Recherche, des Sciences et des Technologies       | Congrès national populaire       |                 |
|     | Justin Tkatchenko   |     | Ministre du Logement et du Développement urbain                                                 | Congrès national populaire       |                 |
|     | Petrus Thomas       |     | Ministre de l'Immigration                                                                       | sans étiquette                   |                 |
|     | Pila Niningi        |     | Ministre des Relations avec le Parlement                                                        | Congrès national populaire       |                 |
|     | Alfred Manase       |     | Ministre du Travail et des Relations sociales                                                   | Congrès national populaire       |                 |
|     | John Simon          |     | Ministre de l'Agriculture                                                                       | sans étiquette                   |                 |
|     | John Rosso          |     | Ministre des Terres et de l'Aménagement du territoire                                           | Pangu Pati                       |                 |
|     | Kerenga Kua         |     | Ministre du Pétrole                                                                             | Parti national                   |                 |
|     | Bryan Kramer        |     | Ministre de la Police                                                                           | Parti de l'allégeance            |                 |
|     | Sasindran Muthuvel  |     | Ministre des Entreprises publiques                                                              | Congrès national populaire       |                 |
|     | Westly Nukundj      |     | Ministre des Services publics                                                                   | Congrès national populaire       |                 |
|     | Emil Tammur         |     | Ministre du Tourisme, des Arts et de la Culture                                                 | Parti du progrès populaire       |                 |
|     | William Samb        |     | Ministre des Transports et des Infrastructures                                                  | Pangu Pati                       |                 |
|     | Michael Nali        |     | Ministre des Travaux publics                                                                    | Congrès national populaire       |                 |
|     | Solan Mirisim       |     | Ministre de la Foresterie                                                                       | Congrès national populaire       |                 |
|     | Sam Basil           |     | Ministre du Trésor public                                                                       | Parti de l'alliance mélanésienne |                 |
|     | Richard Maru        |     | Ministre de la Planification nationale                                                          | Congrès national populaire       |                 |
|     | Johnson Tuke        |     | Ministre des Ressources minières                                                                | Parti du progrès populaire       |                 |

### Remaniements
Le Premier ministre présente un nouveau gouvernement le 1er octobre 2020, y intégrant des partis supplémentaires afin de le consolider. Les changements sont indiqués en gras :
| Nom | Nom                | Nom | Fonctions                                                                                       | Parti                            | Circonscription |
| --- | ------------------ | --- | ----------------------------------------------------------------------------------------------- | -------------------------------- | --------------- |
|     | James Marape       |     | Premier ministre, Ministre des Sports, Ministre pour Bougainville                               | Pangu Pati                       |                 |
|     | Sam Basil          |     | Vice-Premier ministre, Ministre de la Planification nationale                                   | Parti travailliste unifié        |                 |
|     | Davis Steven       |     | Ministre de la Justice, Procureur général                                                       | sans étiquette                   |                 |
|     | Ian Ling-Stuckey   |     | Ministre du Trésor public                                                                       | Parti de l'alliance nationale    |                 |
|     | Patrick Pruaitch   |     | Ministre des Affaires étrangères et du Commerce extérieur                                       | Parti de l'alliance nationale    |                 |
|     | Rainbo Paita       |     | Ministre des Finances, Ministre du Développement rural                                          | Pangu Pati                       |                 |
|     | Joseph Yopyyopy    |     | Ministre de l'Éducation                                                                         | Parti de l'alliance mélanésienne |                 |
|     | Jelta Wong         |     | Ministre de l'Aviation civile                                                                   | Parti des ressources unies       |                 |
|     | William Duma       |     | Ministre du Commerce et des Industries                                                          | Parti des ressources unies       |                 |
|     | Timothy Masiu      |     | Ministre des Communications                                                                     | Parti de l'alliance nationale    |                 |
|     | Wake Goi           |     | Ministre du Développement des communautés locales, Ministre de la Jeunesse, Ministre des Cultes | Parti populaire                  |                 |
|     | Chris Nangoi       |     | Ministre des Services pénitenciers                                                              | Parti de l'alliance mélanésienne |                 |
|     | Saki Soloma        |     | Ministre de la Défense                                                                          | Pangu Pati                       |                 |
|     | Wera Mori          |     | Ministre de l'Environnement et du Réchauffement climatique                                      | Pangu Pati                       |                 |
|     | Lino Tom           |     | Ministre des Pêcheries et des Ressources maritimes                                              | Pangu Pati                       |                 |
|     | Sir Puka Temu      |     | Ministre de la Santé et de la Lutte contre le SIDA                                              | Parti pour notre développement   |                 |
|     | Nick Kuman         |     | Ministre de l'Enseignement supérieur et de la Recherche, des Sciences et des Technologies       | Congrès national populaire       |                 |
|     | Justin Tkatchenko  |     | Ministre du Logement et du Développement urbain                                                 | Congrès national populaire       |                 |
|     | Westly Nukundj     |     | Ministre de l'Immigration                                                                       | sans étiquette                   |                 |
|     | Pila Niningi       |     | Ministre des Relations avec le Parlement                                                        | Congrès national populaire       |                 |
|     | Lekwa Gure         |     | Ministre du Travail et des Relations sociales                                                   | Parti travailliste unifié        |                 |
|     | John Simon         |     | Ministre de l'Agriculture                                                                       | sans étiquette                   |                 |
|     | John Rosso         |     | Ministre des Terres et de l'Aménagement du territoire                                           | Pangu Pati                       |                 |
|     | Kerenga Kua        |     | Ministre du Pétrole                                                                             | Parti national                   |                 |
|     | Bryan Kramer       |     | Ministre de la Police                                                                           | Parti de l'allégeance            |                 |
|     | Sasindran Muthuvel |     | Ministre des Entreprises publiques                                                              | Congrès national populaire       |                 |
|     | Soroi Eoe          |     | Ministre des Services publics                                                                   | Pangu Pati                       |                 |
|     | Walter Schnaubelt  |     | Ministre de la Culture, du Tourisme et du Musée national                                        | Parti de l'alliance nationale    |                 |
|     | William Samb       |     | Ministre des Transports et des Infrastructures                                                  | Pangu Pati                       |                 |
|     | Michael Nali       |     | Ministre des Travaux publics                                                                    | Congrès national populaire       |                 |
|     | Solan Mirisim      |     | Ministre de la Foresterie                                                                       | Congrès national populaire       |                 |
|     | William Onglo      |     | Ministre de l'Énergie                                                                           | Parti des ressources unies       |                 |
|     | Johnson Tuke       |     | Ministre des Ressources minières                                                                | Parti du progrès populaire       |                 |

Un mois et demi plus tard, le 13 novembre 2020, le gouvernement perd sa majorité parlementaire. Sam Basil, nommé vice-Premier ministre début octobre à la place de Davis Steven, rejoint les bancs de l'opposition parlementaire, accompagné de Patrick Pruaitch (ministre des Affaires étrangères), Davis Steven (Procureur général), Sir Puka Temu (ministre de la Santé), Lekwa Gure (ministre du Travail), et Wesley Nukundj (ministre de l'Immigration), ainsi que de bon nombre de simples députés. Ils reprochent à James Marape de gouverner au moyen de slogans creux plutôt que d'agir efficacement pour le développement économique, contre la corruption et contre les violences inter-tribales dans les régions reculées du pays,. Le 17 novembre, trois de ces députés reviennent dans le camp du gouvernement et, tandis que l'opposition boycotte la séance parlementaire, les députés du gouvernement adoptent le budget puis suspendent le Parlement jusqu'en avril, empêchant ainsi l'opposition de déposer une motion de censure pour renverser le gouvernement. La Cour suprême ordonne la réouverture du Parlement, mais la destitution du gouvernement n'a pas lieu, en raison de désaccords internes à l'opposition. James Marape nomme un nouveau gouvernement le 19 décembre :
| Nom | Nom               | Nom | Fonctions | Parti                         | Circonscription |
| --- | ----------------- | --- | --- | ----------------------------- | --------------- |
|     | James Marape      |     | Premier ministre, Ministre pour Bougainville                                                                   | Pangu Pati                    |                 |
|     | Sam Basil         |     | Vice-Premier ministre, Ministre du Commerce et des Industries                                                  | Parti travailliste unifié     |                 |
|     | Ian Ling-Stuckey  |     | Ministre du Trésor public                                                                                      | Parti de l'alliance nationale |                 |
|     | John Pundari      |     | Ministre des Finances, Ministre du Développement rural                                                         | Parti libéral                 |                 |
|     | Rainbo Paita      |     | Ministre de la Planification nationale                                                                         | Pangu Pati                    |                 |
|     | William Duma      |     | Ministre des Entreprises publiques                                                                             | Parti des ressources unies    |                 |
|     | Soroi Eoe         |     | Ministre des Affaires étrangères et du Commerce extérieur                                                      | Pangu Pati                    |                 |
|     | Joe Sungi         |     | Ministre des Services publics                                                                                  | Pangu Pati                    |                 |
|     | Walter Schnaubelt |     | Ministre de la Foresterie                                                                                      | Parti de l'alliance nationale |                 |
|     | Johnson Tuke      |     | Ministre des Ressources minières                                                                               | Parti du progrès populaire    |                 |
|     | Michael Nali      |     | Ministre des Travaux publics                                                                                   | Congrès national populaire    |                 |
|     | Jimmy Iguro       |     | Ministre de l'Éducation                                                                                        | Pangu Pati                    |                 |
|     | Wesley Raminai    |     | Ministre de l'Enseignement supérieur et de la Recherche, des Sciences et des Technologies, Ministre des Sports | Parti travailliste unifié     |                 |
|     | Jelta Wong        |     | Ministre de la Santé                                                                                           | Parti des ressources unies    |                 |
|     | Wesley Nukundj    |     | Ministre de l'Immigration                                                                                      | sans étiquette                |                 |
|     | Tomait Kapili     |     | Ministre du Travail et de l'Emploi                                                                             | Parti des ressources unies    |                 |
|     | Isi Henry Leonard |     | Ministre du Tourisme                                                                                           | Parti national                |                 |
|     | Sekie Agisa       |     | Ministre de l'Aviation civile                                                                                  | Pangu Pati                    |                 |
|     | Wera Mori         |     | Ministre de l'Environnement et du Réchauffement climatique                                                     | Pangu Pati                    |                 |
|     | William Onglo     |     | Ministre de la Police                                                                                          | Parti des ressources unies    |                 |
|     | Bryan Kramer      |     | Ministre de la Justice                                                                                         | Parti de l'allégeance         |                 |
|     | Win Daki          |     | Ministre des Services pénitenciers                                                                             | Pangu Pati                    |                 |
|     | John Simon        |     | Ministre de l'Agriculture                                                                                      | sans étiquette                |                 |
|     | Wake Goi          |     | Ministre du Développement des communautés locales                                                              | Parti populaire               |                 |
|     | Solan Mirisim     |     | Ministre de la Défense                                                                                         | Pangu Pati                    |                 |
|     | Timothy Masiu     |     | Ministre des Communications                                                                                    | Parti de l'alliance nationale |                 |
|     | Lino Tom          |     | Ministre des Pêcheries et des Ressources maritimes                                                             | Pangu Pati                    |                 |
|     | Pila Niningi      |     | Ministre des Relations avec le Parlement                                                                       | Pangu Pati                    |                 |
|     | Justin Tkatchenko |     | Ministre du Logement et du Développement urbain                                                                | Parti social-démocrate        |                 |
|     | John Rosso        |     | Ministre des Terres et de l'Aménagement du territoire                                                          | Pangu Pati                    |                 |
|     | Saki Soloma       |     | Ministre de l'Énergie et du Développement rural                                                                | Pangu Pati                    |                 |
|     | William Samb      |     | Ministre des Transports et des Infrastructures                                                                 | Pangu Pati                    |                 |
|     | Kerenga Kua       |     | Ministre du Pétrole                                                                                            | Parti national                |                 |

En juillet 2021 le vice-Premier ministre Sam Basil et le ministre de la Défense Solan Mirisim sont suspendus du gouvernement en raison de soupçons de malfaisance. Blanchis, ils sont réintégrés en janvier 2022, ce qui donne lieu à un remaniement. Sam Basil retrouve son poste de vice-Premier ministre, et devient ministre des Transports, alors qu'il était précédemment ministre du Commerce et des Industries. Solan Mirisim est transféré au ministère de la Foresterie, où il succède à Walter Schnaubelt qui devient le ministre de l'Aviation civile, remplaçant Seki Agisa qui devient le ministre des Services pénitentiaires. Ce dernier remplace Win Daki qui devient le ministre de la Défense. William Samb, quant à lui, cède à Sam Basil le ministère des Transports pour prendre en charge celui du Commerce et des Industries,.
En avril 2022, James Marape remanie à nouveau son gouvernement. Le ministre de l'Environnement, Wera Mori, a démissionné du gouvernement et du Pangu Pati pour prendre la direction du Parti rural et le mener aux élections de juillet 2022, tandis que le ministre du Commerce et des Industries, William Samb, est décédé. Henry Amuli (Pangu Pati) fait son entrée au gouvernement pour remplacer William Samb, et Pogio Ghate (Pangu Pati) entre lui aussi au gouvernement pour succéder à Wera Mori. Le ministre de la Justice Bryan Kramer, remarqué pour son engagement contre la corruption et pour son indépendance d'esprit, est rétrogradé à la fonction de ministre de l'Immigration, et remplacé à la Justice par Pila Niningi. Ce dernier est remplacé au ministère des Gouvernements provinciaux et locaux par Westly Nukundj, jusque lors ministre de l'Immigration.
Le vice-Premier ministre Sam Basil est tué dans un accident de la route le 11 mai 2022 ; John Rosso (le ministre des Terres) est promu à sa succession deux semaines plus tard.